# متفاوت (فیلم ۱۹۸۵)
متفاوت (به هندی: Alag Alag) فیلمی هندی محصول سال ۱۹۸۵ و به کارگردانی شاکتی سامانتا است. در این فیلم بازیگرانی همچون شاشی کاپور، راجش خانا، تیان آمبانی، اوم پراکاش، دون ورما، بیندو، اوم شیوپوری، بهارات بوشان و سوشما ست ایفای نقش کرده‌اند.